# Ghiaccio amorfo
Il ghiaccio amorfo è una forma di acqua solida amorfa, vale a dire che consiste di molecole di acqua che sono disposte casualmente come gli atomi del normale vetro. Il ghiaccio comune è un materiale cristallino in cui gli atomi disposti regolarmente in un reticolo, mentre il ghiaccio amorfo si distingue per una mancanza di ordine a lungo raggio nella sua disposizione atomica. Il ghiaccio amorfo è prodotto o dal raffreddamento rapido di acqua liquida (perciò le molecole non hanno abbastanza tempo per formare un reticolo cristallino) o comprimendo il ghiaccio normale a basse temperature.
Sebbene quasi tutto il ghiaccio d'acqua sulla Terra sia il familiare ghiaccio Ih di tipo cristallino, il ghiaccio amorfo domina nelle profondità del mezzo interstellare, rendendo questa la struttura di gran lunga più comune per l'H2O nell'universo in generale.
Proprio come ci sono diverse forme cristalline di ghiaccio (quindici attualmente conosciute), ci sono anche diverse forme di ghiaccio amorfo, distinte principalmente in base alle loro densità.

## Tecniche di formazione
La chiave per produrre il ghiaccio amorfo è la velocità di raffreddamento. L'acqua liquida deve essere raffreddata alla sua temperatura di transizione vetrosa (circa 136 K o −137 °C) in uno spazio di millisecondi per impedire la nucleazione spontanea dei cristalli.
Questo processo è analogo alla produzione del gelato, che deve essere anch'esso congelato rapidamente per impedire lo sviluppo di cristalli nella miscela. La differenza è che l'acqua pura forma i cristalli molto più rapidamente della miscela eterogenea di ingredienti nel gelato, perciò il ghiaccio amorfo è più difficile da produrre, richiedendo un laboratorio di fisica piuttosto che una zangola di gelato.
La pressione è un altro importante fattore nella formazione del ghiaccio amorfo, e i cambiamenti di pressione possono far sì che una forma si converta in un'altra.
Le sostanze chimiche conosciute come crioprotettori possono essere aggiunte all'acqua, per abbassare il suo punto di congelamento (come un antigelo) e aumentare la viscosità, che inibisce la formazione dei cristalli. La vetrificazione senza aggiunta di crioprotettori può essere ottenuta mediante raffreddamento molto rapido. Queste tecniche sono usate in biologia per la criopreservazione di cellule e tessuti.

## Forme

### Ghiaccio amorfo a bassa densità
Il ghiaccio amorfo a bassa densità (low-density amorphous ice, LDA), chiamato anche ghiaccio d'acqua amorfo depositato da vapore (vapor-deposited amorphous water ice), acqua solida amorfa (amorphous solid water, ASW) o acqua vetrosa superraffreddata (hyperquenched glassy water, HGW), è formato di solito in laboratorio mediante un lento accumulo di molecole di vapore acqueo (deposizione fisica da vapore) su una superficie cristallina metallica molto liscia sotto i 120 K. Nello spazio esterno ci si aspetta che si formi in maniera simile su una varietà di substrati freddi, come le particelle di polvere. Ci si aspetta che sia comune nella subsuperficie dei pianeti e delle comete. Si può anche formare nella regione più fredda dell'atmosfera terrestre, la mesosfera estiva polare, dove esistono le nubi nottilucenti.
Fondendo oltre la sua temperatura di transizione vetrosa (Tg) tra 120 e 140 K, l'LDA è più viscoso dell'acqua normale. Studi recenti hanno mostrato che il liquido viscoso resta in questa forma alternativa di acqua liquida fino a un certo punto fra 140 e 210 K, un intervallo di temperatura che è abitato anche dal ghiaccio Ic. L'LDA ha una densità di 0,94 g/cm3, meno densa dell'acqua più densa (1,00 g/cm3 a 277 K), ma più densa del ghiaccio comune (ghiaccio Ih).
L'acqua vetrosa superraffreddata (HGW) è formata spruzzando una nebbia fine di goccioline d'acqua in un liquido come il propano intorno a 80 K, o superraffreddando goccioline fini di dimensioni micrometriche su un contenitore di campioni tenuto alla temperatura dell'azoto liquido, 77 K, sotto vuoto. Sono richieste velocità di raffreddamento al di sopra di 104 K/s per impedire la cristallizzazione delle goccioline. Alla temperatura dell'azoto liquido, 77 K, l'HGW è cineticamente stabile e può essere immagazzinato per molti anni.

### Ghiaccio amorfo ad alta densità
Il ghiaccio amorfo ad alta densità (high-density amorphous ice, HDA) può essere formato comprimendo il ghiaccio Ih a temperature al di sotto di ~140 K. A 77 K, l'HDA si forma dal ghiaccio comune intorno a 1,6 GPa e dall'LDA intorno a 0,5 GPa (approssimativamente 5.000 atm). A questa temperatura, può essere recuperato a pressione ambiente e conservato indefinitamente. In queste condizioni (pressione ambiente e 77 K), l'HDA ha una densità di 1,17 g/cm3.
Peter Jenniskens e David F. Blake dimostrarono nel 1994 che una forma di ghiaccio amorfo ad alta densità è creata anche durante la deposizione di acqua da parte di vapore su superfici a bassa temperatura (< 30 K) come i granelli interstellari. Le molecole d'acqua non si allineano completamente per creare la struttura a gabbia aperta del ghiaccio amorfo a bassa densità: molte molecole d'acqua finiscono nelle posizioni interstiziali. Quando è riscaldata al di sopra di 30 K, la struttura si riallinea e si trasforma nella forma a bassa densità.

### Ghiaccio amorfo ad altissima densità
Il ghiaccio amorfo ad altissima densità (very-high-density amorphous ice, VHDA) fu scoperto nel 1996 da Mishima che osservò che l'HDA diventava più denso se riscaldato a 160 K a pressioni tra 1 e 2 GPa e aveva una densità di 1,26 g/cm3 alla pressione ambiente e alla temperatura di 77 K. Più recentemente fu suggerito che questo ghiaccio amorfo più denso fosse una terza forma amorfa di acqua, distinta dall'HDA, e fu chiamato VHDA.

## Usi
Il ghiaccio amorfo è usato in alcuni esperimenti scientifici, specialmente nella criomicroscopia elettronica delle biomolecole. Le singole molecole possono essere preservate per le immagini in uno stato vicino a quello che hanno nell'acqua liquida.